# Элинвар
Элинва́р (от др.-греч. elastos — эластичный, упругий и лат. invariabilis — неизменный) — общее название группы сплавов на железоникелевой основе, упругие свойства которых мало зависят от температуры.

## История открытия
Элинвар был изобретён около 1920 года Шарлем Эдуаром Гийомом, швейцарско-французским физиком, который также открыл инвар, другой похожий сплав Fe и Ni, имеющий также очень низкий коэффициент теплового расширения. В 1920 году Гийом получил Нобелевскую премию по физике за эти открытия.

## Характеристики
Физическая природа аномалии упругих свойств элинвара — магнитная, поэтому выше точки Кюри аномалия пропадает. Основные причины аномалии: уменьшение сил связи в кристаллической решётке при переходе её в магнитное состояние и изменение магнитной доменной структуры при деформации решётки.

## Состав
Основные элементы в % от общей массы:
| Fe      | Ni   | Cr, или Mo, или W |
| ------- | ---- | ----------------- |
| 56—59 % | 36 % | 5—8 %             |

Первоначально был известен только бинарный сплав типа элинвар, содержащий 45 % Ni (остальное Fe), затем разработаны элинвары, легированные Cr, Mo, W. Доменную структуру закрепляют с помощью дисперсионного твердения, для чего в сплав вводят один из элементов: Ti, Al, Nb или Be.

## Применение
Элинвар применяют для изготовления часовых волосков, ультразвуковых линий задержек, резонаторов электромеханических фильтров, мембран, пружин и других деталей, от которых требуются упругие свойства, не зависящие от температуры.